# Royal Academy of Music (companhia)

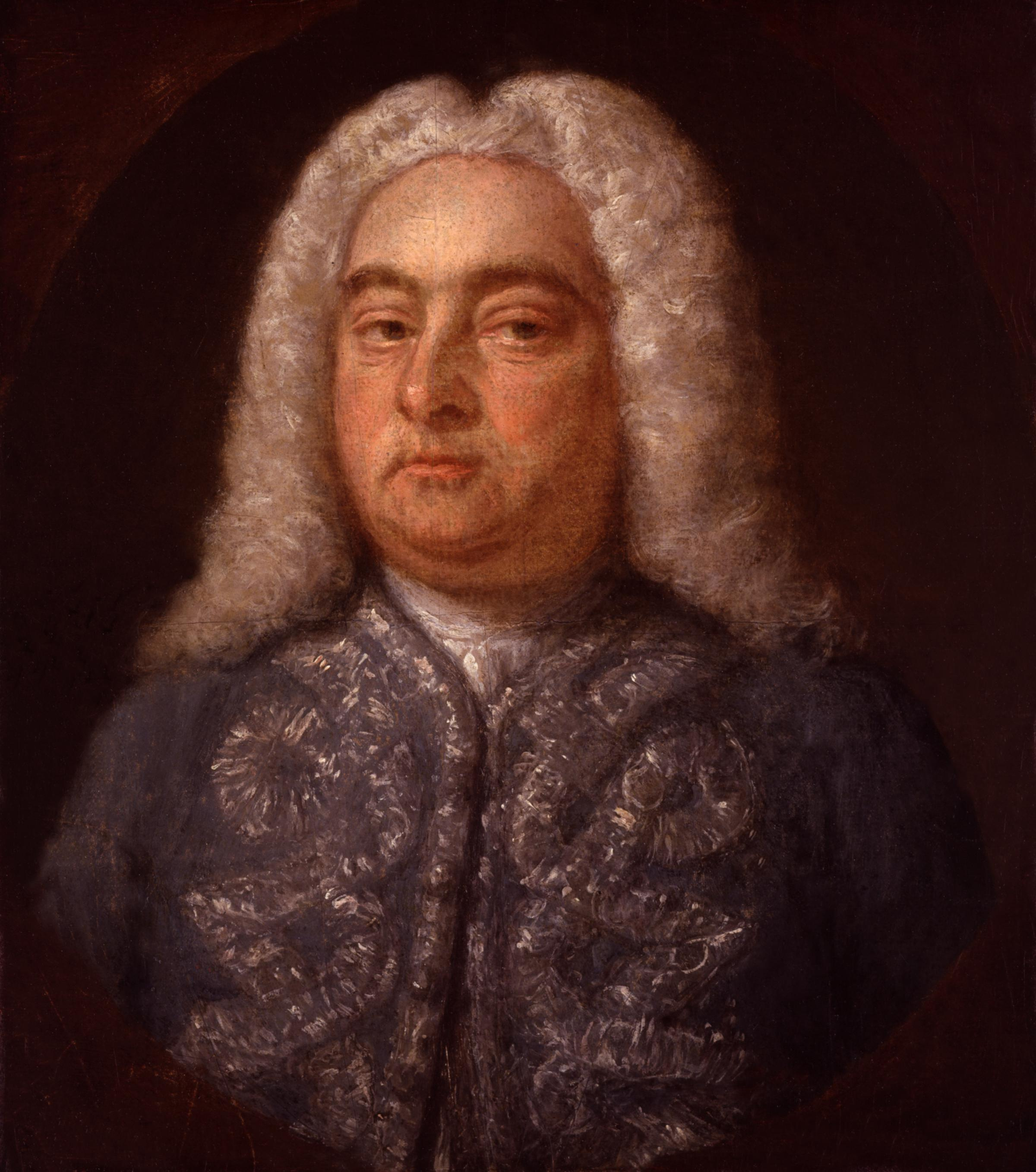
George Frideric Handel by Francis Kyte.

Nota: se você procura o conservatório de música, consulte Royal Academy of Music. Se você procura a academia de artes, consulte Royal Academy.
A Royal Academy of Music (Real Academia de Música) foi uma companhia de ópera fundada em fevereiro de 1719 em Londres, na Inglaterra, por um grupo de nobres que desejava introduzir o cultivo da ópera italiana.
Foi amparada pelo rei Jorge I e recrutou Händel como mestre de orquestra. Para a Royal Academy, Händel produziu algumas de suas melhores composições, mas a companhia também apresentou obras de Giuseppe Porta, Attilio Ariosti e Giovanni Bononcini.
Sua primeira apresentação levou a ópera Numitore de Porta, e a segunda récita apresentou Radamisto, de Händel. A sociedade também contratou uma excelente orquestra e alguns dos cantores mais célebres de seu tempo, como Senesino e Francesca Cuzzoni. No total a Royal Academy produziu 461 récitas, 235 delas com obras de Händel. Enfrentando crescentes dificuldades financeiras e a competição da Ópera da Nobreza, patrocinada pelo Príncipe de Gales, a Royal Academy foi dissolvida em 1734.